# Pic Castle (Hong Kong)
Pour les articles homonymes, voir Pic Castle.
Le pic Castle (en anglais : Castle Peak ; en chinois traditionnel : 青山)  est une montagne d'une altitude de 583 m située à Hong Kong.

## Sommets voisins
- Kau Keng Shan